# Février 1986

## Événements
- Dégradation politique en Inde :
  - Le ministre du Pétrole et du Gaz décrète une augmentation des tarifs : cette décision soulève une tempête de protestation encouragée par le parti du Congrès lui-même.
  - Brouille entre Rajiv Gandhi et son cousin Arun Nehru. Remaniement ministériel.
  - Affaire Bofors.
- La Jordanie renonce au dialogue avec l’OLP, ne pouvant amener celle-ci à abandonner publiquement la toute action violente.

- 1er février :
  - Afrique du Sud : le gouvernement de Pieter Botha assouplit l’Apartheid en abolissant la loi sur les laissez-passer et en permettant ainsi aux noirs de se déplacer librement en ville.
  - Inde : le pape Jean-Paul II arrive à New Delhi, première étape d'une visite pastorale de dix jours en Inde.

- 2 février, Liechtenstein : les femmes participent à leur premier scrutin à l'occasion des élections législatives.

- 2 février, Costa Rica : Oscar Arias Sanchez est élu président de la République avec 53,3 % des suffrages.

- 3 février, France : attentat à la bombe à la galerie marchande du Claridge, avenue des Champs-Élysées à Paris. (1 mort, 8 blessés)

- 4 février :
  - France : attentat à la bombe, suivie d'un incendie à la Librairie Gibert Jeune, Place Saint-Michel à Paris. (5 blessés)
  - Espagne : assassinat à Madrid du vice-amiral Cristobal Colon de Carvajal par l'ETA[1].
- 5 février, France : attentat à la bombe au 3e niveau du forum des Halles et à la FNAC Sport à Paris. (22 blessés)
- 7 février : en Haïti, le dictateur Jean-Claude Duvalier dit « Baby Doc » est contraint au départ. Une brève période de démocratie s'installe. Henri Namphy, Président de Haïti (fin en 1988).

- 8 février, URSS : Le mathématicien et dissident Anatoli Chtcharanski est libéré par les Soviétiques après 12 ans de goulag, quelques minutes avant un échange de 8 prisonniers entre l'Est et l'Ouest.

- 9 février : passage de la comète de Halley[2].

- 10 février, Italie : 
  - ouverture à Palerme du procès de la Mafia comptant 474 inculpés.
  - assassinat de Lando Conti, ancien maire de Florence par les Brigades Rouges.

- 11 février (Guerre Iran-Irak) : l’armée iranienne s’empare de Fao, puis décide de mener une grande offensive vers Bassorah. En dépit de multiples attaques, la ville n’est pas prise et l’Iran renonce à ses ambitions militaires en 1987.

- 12 février : Margaret Thatcher et François Mitterrand signent à Lyon l'accord sur la construction du tunnel sous la Manche.

- 13 - 14 février (Tchad) : opération Épervier après le franchissement du 16e parallèle par les forces armées françaises de la Jamahiriya arabe libyenne au nord du Tchad.

- 14 février, France : fin de la cavale du couple d'assassins Marc Fasquel / Jocelyne Bourdin. Le premier est tué par les gendarmes français tandis que la seconde est arrêtée.

- 16 février, Portugal : le socialiste Mario Soares est élu président de la République avec 51,28 % des suffrages contre 48,72 % pour Diogo Freitas do Amaral.

- 17 février : 
  - signature de l'Acte unique européen portant sur la modification du Traité de Rome de 1957.
  - ouverture du Sommet de la Francophonie  à Paris.

- 19 février, France : le président de la République François Mitterrand nomme Robert Badinter à la présidence du Conseil constitutionnel[3].

- 20 février, France : mise en service de La Cinq, chaîne de télévision commerciale privée et gratuite.

- 25 février : élection de Cory Aquino[4] aux Philippines, où la démocratie est rétablie. Fin de la dictature de Ferdinand Marcos.
  - Cédant à la pression des États-Unis, Marcos organise une élection présidentielle anticipée, au cours de laquelle l’opposition est représentée par Corazón Aquino (dite Cory), la veuve de Benigno Aquino, Jr.. Marcos truque le vote et se déclare réélu, mais la population réagit en descendant dans la rue pour soutenir un mouvement de révolte lancée par une section de l’armée. Les militaires loyalistes refusent la confrontation avec la foule et certains membres du gouvernement affirment leur soutien à Cory Aquino. Capitulant devant la « révolution du pouvoir populaire », Marcos prend la fuite et s’exile à Hawaii, où il meurt en 1989.

- 25 février - 6 mars : renouvellement des dirigeants soviétiques durant le 27e congrès du parti. 44 % des élus sont des têtes nouvelles, contre 28 % aux élections de 1981. De nombreux conservateurs sont écartés, et les partisans de la glasnost sont nommés à la direction des principaux médias.

- 25 février, Égypte : violents affrontements entre l'armée et des policiers chargés de la sécurité des bâtiments publics.

- 27 février : 
  - référendum au Danemark[5] : 56,2 % des Danois votent pour l'entrée en vigueur de l'Acte unique européen.
  - France : l'écrivain Michel Mohrt, élu le 18 avril 1985 au fauteuil de Marcel Brion, est reçu à l'Académie française[6].

- 28 février : 
  - assassinat du premier ministre suédois Olof Palme à Stockholm. Le vice-Premier ministre Ingvar Carlsson lui succède et maintient le gouvernement de Palme en promettant de poursuivre la politique de son prédécesseur.
  - Égypte : à la suite des émeutes du 25 février 1986, le ministre de l'Intérieur Ahmed Rouchdi est limogé et remplacé par le général Zani Badr[6].

## Naissances
- 1er février : Harry Styles, chanteur anglais.
- 5 février: Kevin Gates, rappeur américain
- 10 février : Radamel Falcao : footballeur colombien.
- 14 février : Djamel Abdoun, footballeur algérien.
- 15 février : Amber Riley, chanteuse et actrice américaine.
- 17 février :
  - Chiara Boggiatto, nageuse italienne.
  - Sanna Lüdi, skieuse acrobatique suisse.
  - Claire Mougel, athlète française.
  - Steven Old, footballeur néo-zélandais.
  - Nathan Roberts, joueur de volley-ball australien.
  - Josephine Terlecki, athlète allemande.
- 19 février : Marta, footballeuse brésilienne.
- 23 février : Kazuya Kamenashi, chanteur, acteur, danseur japonais.
- 25 février : Enrique Sola, footballeur espagnol.
  - James et Oliver Phelps, acteurs britanniques.

## Décès
- 1er février : Alva Myrdal, diplomate et écrivaine suédoise, prix Nobel de la Paix en 1982 (° 31 janvier 1902).
- 7 février : Cheikh Anta Diop, historien, anthropologue sénégalais (° 29 décembre 1923).
- 11 février : Frank Patrick Herbert, écrivain américain (° 8 octobre 1920).
- 12 février : Elena Skuin, peintre russe (° 2 avril 1908).
- 19 février : André Leroi-Gourhan, ethnologue, archéologue et historien français (° 25 août 1911)
- 25 février : Slimane Ben Slimane, médecin et homme politique tunisien (° 6 février 1905) ou (° 13 février 1905) .
- 28 février : Olof Palme, homme d'État suédois (° 30 janvier 1927).